# Danny Kass
Daniel „Danny“  Kass (* 21. September 1982 in Vernon Valley, New Jersey) ist ein US-amerikanischer Snowboarder. 2001 gewann er die X-Games in der Halfpipe. 2003 wurde er in derselben Disziplin Zweiter. Ein Jahr später gewann er bei den X-Games Silber im Slopestyle und in der Halfpipe. 2005 gewann er ebenfalls bei den X-Games Silber im Slopestyle und Bronze in der Superpipe. Bei den Olympischen Spielen (2002, 2006) gewann er Silber in der Halfpipe.

Danny Kass gewann 2009 das Halfpipe-Format der Burton US Open, die das Finale der TTR World Snowboard Tour sind, woraufhin er die Wintersaison trotz weniger Resultate auf Weltranglistenplatz 268 abschließen konnte.
Sein Sponsor Vans kreierte zu seinen Ehren die Snowboardboots „Danny Kass“.